# سای عقاب
سای عقاب یک ستاره است که در صورت فلکی عقاب قرار دارد.